# 霍伊滕
霍伊滕（德語：Heuthen）是德国图林根州的市镇，隶属于艾希斯费尔德县。总面积为10.08平方千米，截至2023年12月31日总人口为723人。